# Forest Hills Cemetery
Der Forest Hills Cemetery (deutsch „Forest-Hills-Friedhof“) ist ein historischer, etwas mehr als hundert Hektar großer Parkfriedhof mit Grünflächen, Arboretum und Skulpturengarten. Er liegt in den Forest Hills, einem Areal im Stadtteil Jamaica Plain in Boston, der Hauptstadt des Bundesstaates Massachusetts an der Ostküste der Vereinigten Staaten.
Im Jahr 2004 wurde er in das National Register of Historic Places (NRHP) (deutsch „Nationales Verzeichnis historischer Stätten“) aufgenommen (siehe auch: Liste der Einträge im National Register of Historic Places im südlichen Boston).

## Geschichte
Er wurde 1848 als öffentlicher städtischer Friedhof der damals noch eigenständigen Stadt Roxbury errichtet, aber privatisiert, als Roxbury im Jahr 1868 nach Boston eingemeindet wurde.
Auf dem Friedhof befinden sich mehrere bemerkenswerte Denkmäler, darunter einige von berühmten Bildhauern. Besonders erwähnenswert sind „Der Tod und der Bildhauer“ (Bild) von Daniel Chester French, die „Gedenkstatue für einen Feuerwehrmann“ (Bild) von John A. Wilson und das Mahnmal zum Amerikanischen Bürgerkrieg (Bild) von Martin Milmore.
Der Friedhof bietet jedem Toten die letzte Ruhestätte. Noch immer finden hier fast an jedem Tag des Jahres Bestattungen statt.

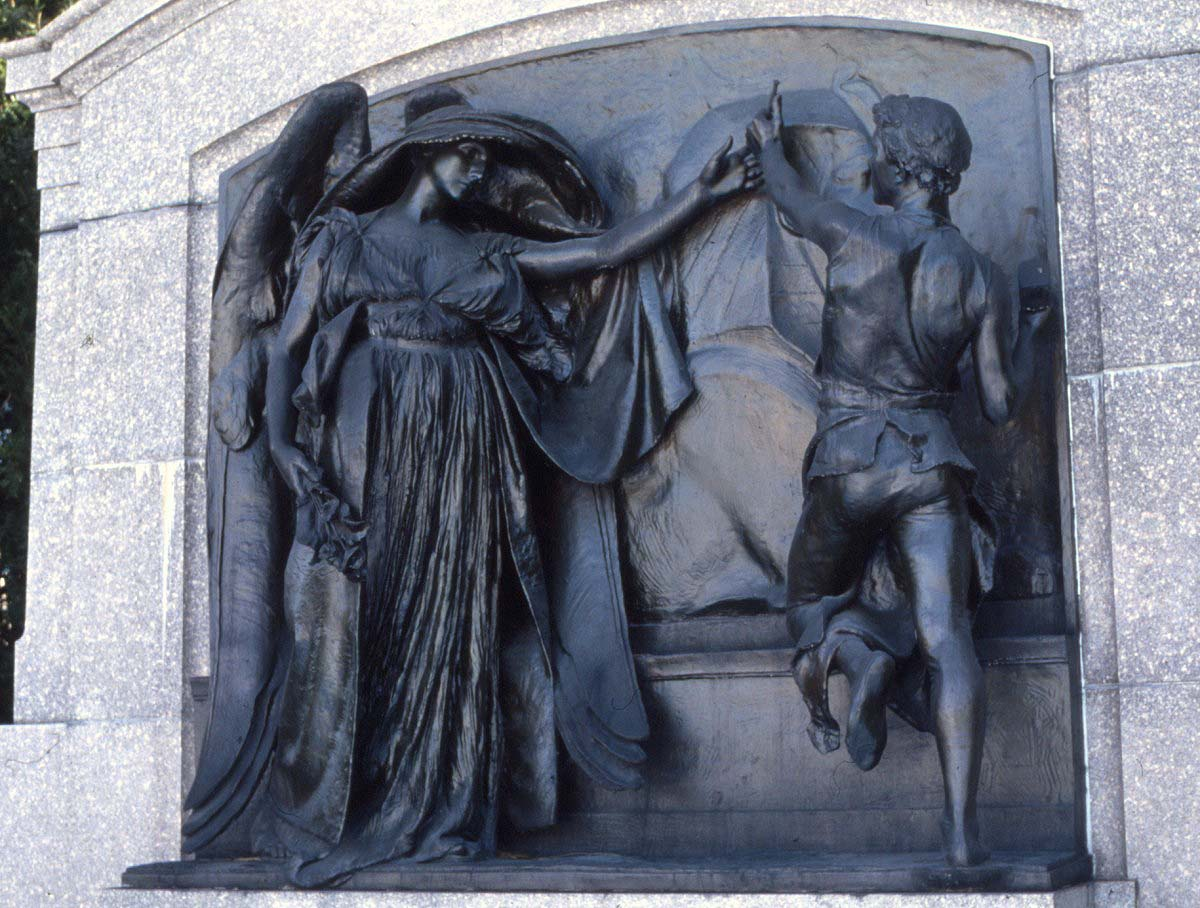
Der Tod und der Bildhauer
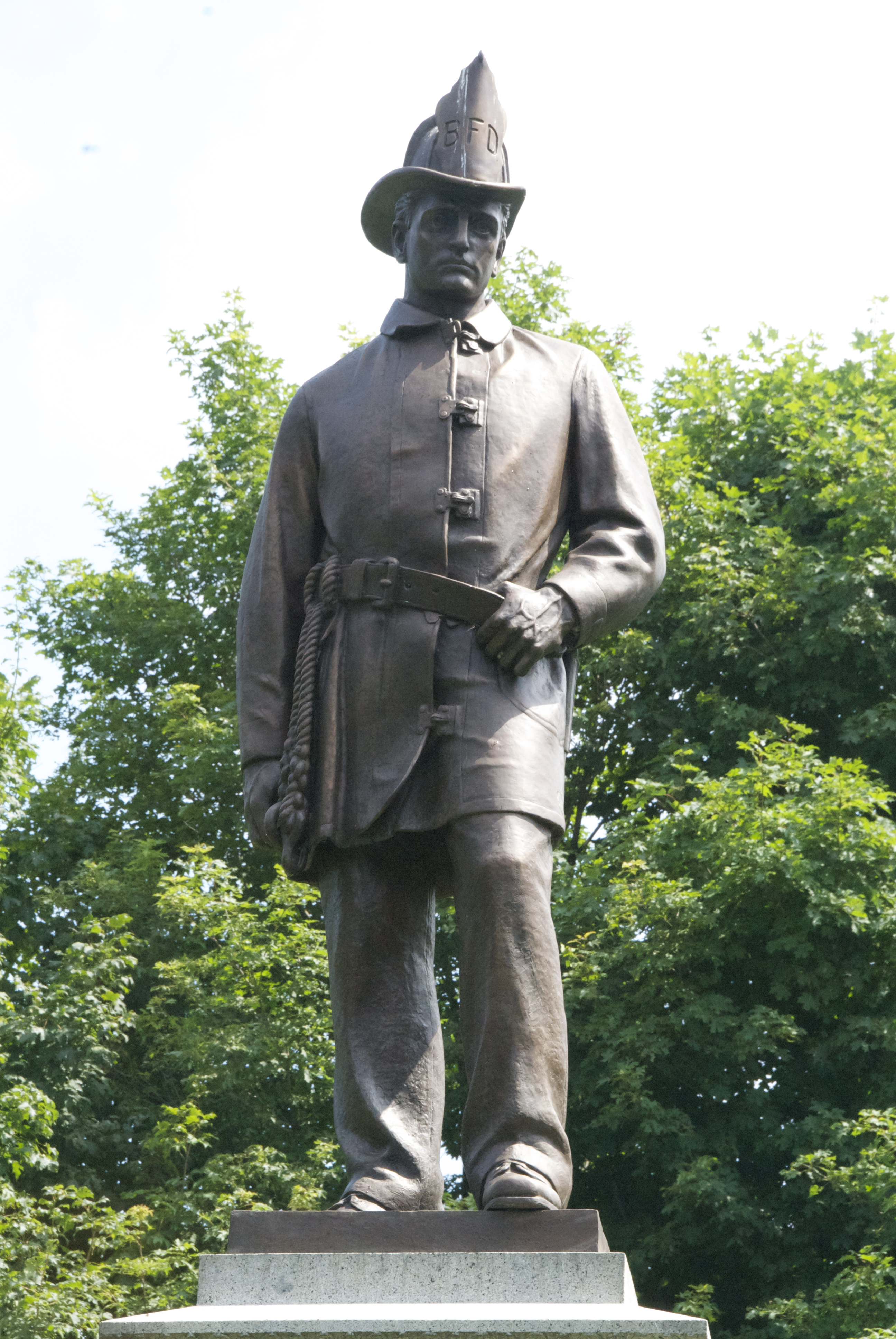
Feuerwehrmann
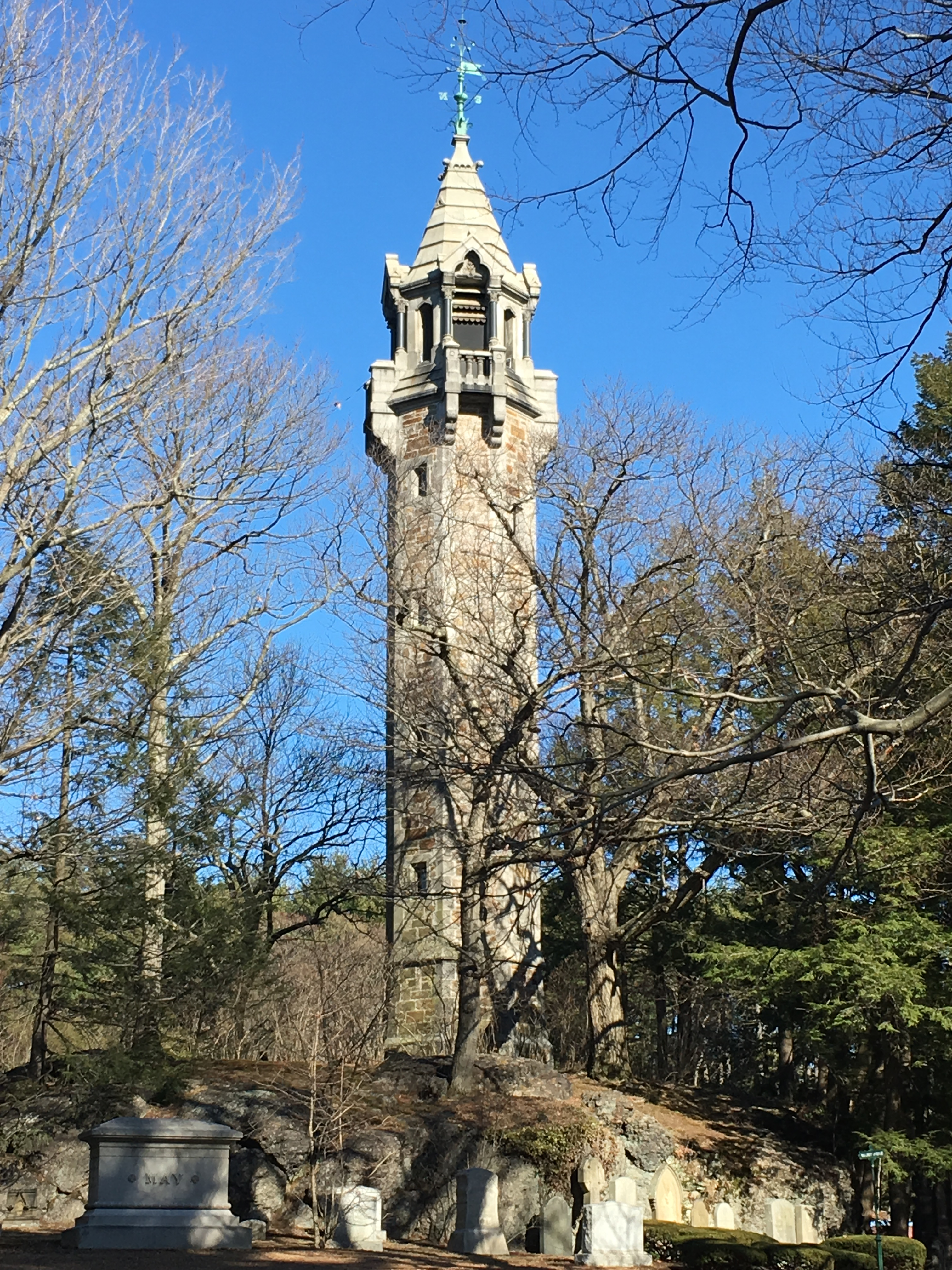
Glockenturm
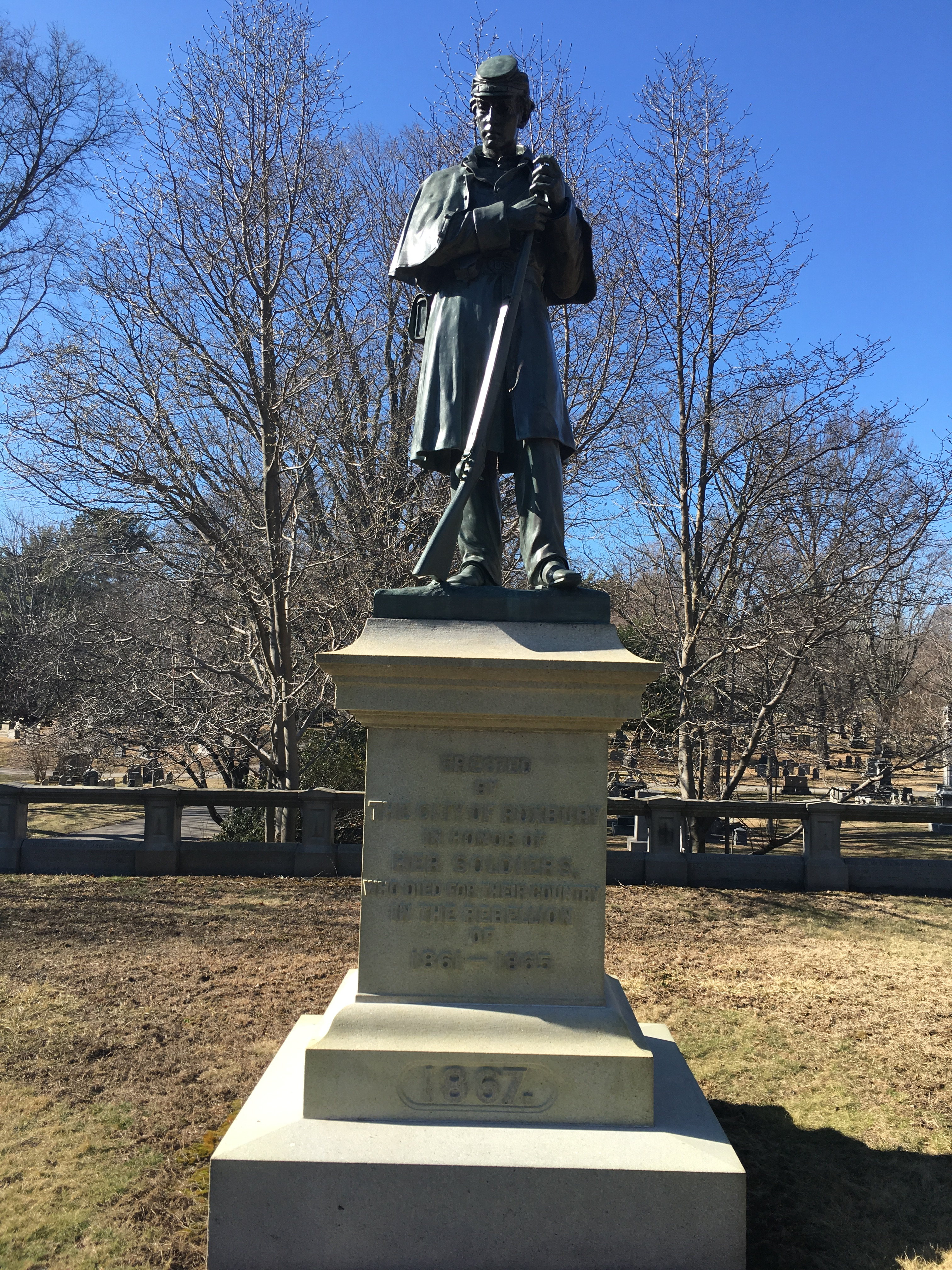
Bürgerkriegsmahnmal

- Feuerwehrmann
- Glockenturm
- Bürgerkriegsmahnmal

## Grabstätten bekannter Persönlichkeiten

### A
- Harrison Henry Atwood (1863–1954), Bostoner Architekt und Mitglied des US-Kongresses

### B
- Amy Beach (1867–1944), amerikanische Komponistin und Pianistin

### C
- James Freeman Clarke, unitarischer Geistlicher und Autor
- Channing H. Cox (1879–1968), US-amerikanischer Politiker und Gouverneur des Bundesstaates Massachusetts
- E. E. Cummings (1894–1962), US-amerikanischer Dichter und Schriftsteller

### D
- Fanny Davenport (1850–1898), anglo-amerikanische Bühnenschauspielerin
- William Dawes (1745–1799), Teilnehmer des amerikanischen Unabhängigkeitskrieges

### G
- William Lloyd Garrison (1805–1879), US-amerikanischer Schriftsteller und Aktivist für die Abschaffung der Sklaverei in den Vereinigten Staaten
- Adoniram Judson Gordon (1836–1895), baptistischer Geistlicher und Theologe
- Curtis Guild (1860–1915), US-amerikanischer Politiker, Gouverneur von Massachusetts und US-Botschafter in Russland

### H
- Edward Everett Hale (1822–1909), zunächst unitarischer, danach kongregationalistischer Geistlicher und Autor
- Karl Heinzen (1809–1890), deutschamerikanischer Schriftsteller

### L
- Reggie Lewis (1965–1993), US-amerikanischer Basketballspieler

### M
- Martin Milmore (1844–1883), US-amerikanischer Bildhauer irischer Abstammung

### N
- Eugene O’Neill (1888–1953), US-amerikanischer Dramatiker und Literaturnobelpreisträger

### R
- Ambrose Ranney (1821–1899), US-amerikanischer Politiker

### S
- Anne Sexton, Dichterin, Vertreterin der Confessional Poetry
- Lysander Spooner (1808–1899), Rechtsphilosoph und Unternehmer
- Lucy Stone (1819–1893), US-amerikanische Reformerin, Frauenrechtlerin, Abolitionistin und Publizistin

### T
- George Ticknor (1791–1871), US-amerikanischer Liguistiker und Literaturwissenschaftler
- Joseph William Torrey (1828–1885), amerikanischer Kaufmann, US-amerikanischer Vize-Konsul in Siam

### W
- Joseph Warren (1745–1775), britisch-amerikanischer Arzt und Offizier der Rebellen im Amerikanischen Unabhängigkeitskrieg
- Lawrence Whitney (1891–1941), US-amerikanischer Kugelstoßer